# エクスプローラー3号
エクスプローラー3号（英: Explorer 3）はアメリカ合衆国の人工衛星。1958年3月26日、ケープカナベラル空軍基地より打ち上げられた。エクスプローラー1号の実験を継続することが目的で、1号機とほぼ同設計であり、同じミッションを繰り返した。
運用期間は当初の見積もりで4.6か月とされていたが、その後の軌道減衰により高度が低下し、エクスプローラー3号は運用開始からわずか93日後の1958年6月28日に大気圏に再突入した。

## 設計
エクスプローラー3号は宇宙線の検知のため、ガイガーカウンターを搭載していた。1号機の観測結果とあわせて、ヴァン・アレン帯の発見に繋がった。また、流星塵探知器も搭載していた。